# FX
FX é um canal americano de televisão por assinatura de propriedade da FX Networks, LLC, uma subsidiária da unidade Disney General Entertainment da The Walt Disney Company. É baseado no lote Fox Studios em Century City, Califórnia. O FX foi originalmente lançado em 1 de junho de 1994. A programação original da rede aspira aos padrões dos canais a cabo premium no que diz respeito a temas e conteúdos maduros, escrita, direção e atuação de alta qualidade. Os canais irmãos FXM e FXX foram lançados em 1994 e 2013, respectivamente. o FX também traz reprises de filmes teatrais e sitcoms de redes terrestres. Conteúdo sem publicidade estava disponível por meio do serviço de assinatura premium FX+ até este ser encerrado em 21 de agosto de 2019.
Em setembro de 2018, o FX estava disponível para aproximadamente 89,2 milhões de residências com televisão (96,7% das residências com cabo) nos Estados Unidos. Além da rede principal dos EUA, o nome "FX" é licenciado para uma série de canais de televisão pagos relacionados em vários países ao redor do mundo.

## História

### 1994–97: Anos iniciais
FX, originalmente estilizado como "fX", lançado em 1º de junho de 1994. A programação original da rede aspira aos padrões dos canais a cabo premium no que diz respeito a temas e conteúdos maduros, escrita de alta qualidade, direção e atuação. FX também carrega reprises de filmes teatrais e sitcoms de rede terrestre. A rede transmitiu de um grande "apartamento" no Flatiron District de Manhattan. fX foi uma das primeiras incursões na televisão interativa em larga escala. O canal centrava-se na programação original, que era transmitida ao vivo todos os dias do "fX Apartment", e retransmissões de programas de televisão clássicos das décadas de 1960, 1970 e 1980, como Batman, Wonder Woman, Eight Is Enough, Nanny and the Professor e The Green Hornet. O fX teve dois slogans durante este período: "TV Made Fresh Daily" e "The World's First Living Television Network". O "f" no nome e logotipo do canal foi renderizado em letras minúsculas para retratar um tipo de simpatia descontraída; o "X" estilizado representava as raízes do canal: os holofotes cruzados do logotipo da 20th Century Fox.
O canal se orgulhava de sua interatividade com os espectadores. O fX, em 1994, foi um dos primeiros a adotar a internet, adotando o e-mail e a World Wide Web como métodos de feedback. A maioria dos programas apresentaria respostas instantâneas a perguntas enviadas por e-mail, e um programa, Backchat (apresentado por Jeff Probst), foi dedicado exclusivamente a responder ao e-mail dos espectadored, seja enviado por e-mail ou correio postal tradicional. Os espectadores selecionados foram autorizados a passar um dia no "apartamento" e participar de todos os programas do canal. Dentro dos blocos de programação sindicada do canal, os apresentadores do canal frequentemente apareciam durante os intervalos comerciais para ler as manchetes das notícias, responder aos e-mails dos espectadores sobre o episódio que estava no ar ou promover a programação futura.

## Programação
Os programas originais mais populares do FX incluem Justified, Damages, Nip/Tuck, Rescue Me, It's Always Sunny in Philadelphia, The League, Sons of Anarchy, The Shield, The Strain, Archer, American Horror Story, Anger Management, The Americans, Better Things, Louie, You're the Worst, Fargo, American Crime Story, Legion, Atlanta e Welcome to Wrexham.
O canal também transmite longas-metragens lançados nos cinemas das empresas irmãs Walt Disney Pictures, Marvel Studios e 20th Century Fox, bem como outros estúdios de cinema, como Columbia Pictures, Sony Pictures Animation, Universal Pictures, Paramount Pictures, Lionsgate Films, Relativity Media, Village Roadshow Pictures, Warner Bros. Pictures, DreamWorks Pictures e DreamWorks Animation, que ocupam grande parte do horário nobre do FX e a maior parte de suas programações de fim de semana. Ele exibe reprises de sitcoms de rede de televisão (como Two and a Half Men e How I Met Your Mother). Do final dos anos 1990 até meados dos anos 2000, os programas adquiridos que o FX transmitiu consistiam em grande parte de séries originalmente transmitidas pela Fox entre o final dos anos 1980 e os anos 2000 (como That '70s Show, Married... with Children e In Living Color).

## Internacional
Desde 2004, o FX supervisiona operações de redes de televisão da marca FX em todo o mundo. Como a rede foi lançada em novos mercados, a marca FX foi usada em vários países. O FX estabeleceu canais em vários mercados em todo o mundo, incluindo América Latina, Canadá, Austrália, Índia, Europa e Sudeste Asiático.

## Alta definição
FX começou a transmitir um canal HD 720p em 2007, que está disponível na maioria dos provedores de televisão paga. O canal SD, como era padrão com todas as redes de transmissão e TV paga da Fox (e também seus novos irmãos Disney, que também operam em 720p), agora é meramente reduzido a partir do feed HD no nível do headend do provedor, em vez de ter um feed SD dedicado.

## Controvérsia
Em junho de 2017, a atriz Olivia de Havilland, de 101 anos, entrou com um processo contra a FX Networks e o produtor Ryan Murphy por retratá-la incorretamente e usar sua imagem sem permissão. Em 26 de março de 2018, um tribunal de apelações da Califórnia rejeitou o processo com base na Primeira Emenda.